# Маргарит (збірник)
Маргарит — візантійський і давньоруський збірники слів Івана Золотоустого. Не мали строго визначеного змісту: різні списки включають різні роздуми Іоанна Златоуста.
Існує два відмінні за обсягом варіанти пам’ятки:
- Візантійський складався з вісімдесяти слів,
- церковнослов’янський — із тридцяти.